# Ситник Артем Сергійович
Арте́м Сергі́йович Си́тник (нар. 19 серпня 1979 року, смт Компаніївка, Кіровоградська область) — український юрист, колишній слідчий прокуратури, перший директор Національного антикорупційного бюро України (2015—2022), колишній заступник голови Національного агентства з питань запобігання корупції (12 травня 2022 року — 3 червня 2024 року), заступник директора Агенції оборонних закупівель (з червня 2024 року).

## Життєпис
Народився 19 серпня 1979 року в смт Компаніївка на Кіровоградщині.

### Освіта
Закінчив школу в смт Компаніївка з золотою медаллю. У 1996 році вступив до Національної юридичної академії України ім. Ярослава Мудрого, де навчався за спеціальністю «Правознавство». У 2001 році закінчив навчання в Академії та отримав диплом з відзнакою.

### Робота в слідстві
В липні 2001 року розпочав професійну діяльність на посаді помічника прокурора Ленінського району м. Кіровограда, і вже у жовтні того ж року його було переведено на посаду слідчого.
В квітні 2004 призначений на посаду старшого слідчого прокуратури Кіровоградської області, а у жовтні 2006 року очолив слідчий відділ цієї прокуратури.
В серпні 2008 переведений на посаду начальника слідчого відділу прокуратури Київської області, де успішно працював наступні три роки.
У 2008—2011 — начальник слідчого підрозділу прокуратури Київської області. Ситник розслідував та/або керував діями слідчо-оперативних груп у 300+ кримінальних справах, значна частина яких стосувалась корупції. В результаті розслідувань за одержання хабарів та інші корупційні злочини до відповідальності було притягнуто суддів, працівників СБУ, МВС, податкової міліції, митної служби, районних адміністрацій, депутатів обласної, міських, районних рад, управлінь Держкомзему, водного господарства, захисту справ споживачів, Державного департаменту виконання покарань, Державної екологічної інспекції. До кримінальної відповідальності за фальсифікацію результатів виборів Президента було притягнуто 8 членів виборчої комісії.
У серпні 2011 року пішов з посади за власним бажанням у зв'язку з незгодою з політикою режиму Януковича, криміналізацією правоохоронних органів, згортанням боротьби з корупцією, абсолютним непрофесіоналізмом і ангажованістю режимом тодішнього прокурора Київської області.
З жовтня 2011 по 16 квітня 2015 року, склавши успішно адвокатський іспит, займався адвокатською практикою. Очолював адвокатську фірму «Юридичні гарантії».

### Директор НАБУ
В 2015 році Ситник брав участь у конкурсі на посаду директора Національного антикорупційного бюро України — нового правоохоронного органу, побудованого з нуля вперше з часів здобуття Україною незалежності. Конкурс на посаду керівника НАБУ проводився незалежною комісією, до складу якої входили особи, які мали вагомий суспільний авторитет з наукового, правозахисного та медійного середовища. В конкурсі, який проходив у кілька етапів з використанням найкращих світових практик, взяли участь понад 150 претендентів.
Після перемоги у конкурсі 16 квітня 2015 року Указом Президента України Ситника було призначено на цю посаду.
Першою задачею стало формування колективу НАБУ. Це відбувалося також через проведення конкурсів з залученням громадськості. Зважаючи на величезний запит суспільства на боротьбу з корупцією, створення НАБУ відбувалося у вкрай стислі терміни. 30 вересня 2015 року детективи НАБУ готові були зареєструвати перше провадження, проте у зв'язку з необранням на той момент антикорупційного прокурора, перші три кримінальних провадження були зареєстровані 4 грудня 2015 року, після того, як Спеціалізована антикорупційна прокуратура отримала очільника.
За керівництва Артема Ситника НАБУ відзначилось гучними справами із затримання сина міністра внутрішніх справ Арсена Авакова, арешту голови фіскальної служби Романа Насірова, розслідування щодо заводу «Кузня на Рибальському» (власники Порошенко і Кононенко), справа «Роттердам+» щодо вугільних оборудок українського олігарха Ріната Ахметова, справа щодо іншого олігарха — Ігоря Коломойського, справа щодо розкрадань в оборонній сфері тощо. За сім років роботи НАБУ під керівництвом Ситника реалізовані провадження стосувалися не лише колишніх посадовців, а і чинних. Загалом за цей період було притягнуто до відповідальності понад 800 осіб включно з  нардепами, міністрами, очільниками Державної фіскальної служби, Держаудитслужби, Рахункової палати , заступника секретаря Ради національної безпеки та оборони тощо.
12 квітня 2022 звільнений з посади голови НАБУ через закінчення терміну повноважень.

### В НАЗК
У 2022 році призначений на посаду заступника голови Національного агентства з питань запобігання корупції. 3 червня 2024 року звільнений з цієї посади.
За час роботи в НАЗК розвинув механізми фінансового контролю за статками публічних службовців, запровадивши моніторинг способу життя, перевірки декларацій за новим ризико-орієнтованим підходом. Презентував план запобігання корупції при перетині кордону чоловіками на час воєнного стану (не був ухвалений урядом)  . Через протокол, підготовлений Ситником, усунуто від посади голову Верховного суду України Всеволода Князєва, затриманого за хабар, проведено перевірку майнового стану понад 100 воєнкомів, зокрема одеського воєнкома Євгена Борисова, конфісковано в дохід держави активи низки народних депутатів, зокрема Наталії Королевської та Павла Халімона та інших топпосадовців, запроваджено автоматизовану перевірку декларацій та новий ризик-орієнтований підхід до їх перевірки.

### УМіністерстві оборони України
21 червня 2024 року Артема Ситника було призначено на посаду заступника директора Державного підприємства Міністерства оборони «Агенція оборонних закупівель»., де він відповідає за питання внутрішньої безпеки діяльності Агенції, перевірку контрагентів та контроль за належним виконанням державних контрактів, побудову ефективної співпраці з правоохоронними органами. У своїй роботі він зосередив зусилля на скороченні кількості посередників при закупівлях зброї, в тому числі так званих спецекспортерів, та укладенні прямих контрактів з виробниками зброї. Журналістські розслідування того періоду також підтверджували втрати державного бюджету у зв'язку з діяльністю спецекспортерів.
За участі Ситника також було розроблено порядок проведення закупівель зброї з метою мінімізації корупційних ризиків[відсутнє в джерелі].

## Контраверсії
Спроби тиску на керівника НАБУ почалися майже одразу від початку його роботи. Зокрема, у серпні 2015 року ГПУ почала досудове розслідування проти Ситника за ч. 1 ст. 364 (зловживання владою або службовим становищем) Кримінального кодексу України за включення сторонніх осіб до складу делегації для поїздки в Лондон. Однак згодом Посольство Британії дало пояснення з цього приводу, після чого обвинувачення були зняті.
2016 року Ситника критикували колишні колеги з адвокатської спільноти через проведені НАБУ обшуки на робочих місцях адвокатів, що працювали з фігурантами справи про злочинне заволодіння коштами ПАТ «Укргазвидобування».
У листопаді 2017 року стало відомо, що Ситник під час одного зі спілкувань із журналістами розкрив деталі низки проваджень НАБУ, після чого ГПУ порушила проти нього кримінальне провадження за трьома статтями: перевищення службових повноважень, розголошення державної таємниці та розголошення таємниці слідства журналістам.
В липні 2019 щодо Ситника проводилось розслідування, йому інкримінувалося те, що він за чужий кошт відпочивав у мисливському господарстві на Рівненщині, на що було витрачено не менше 500 тис. грн. При цьому сам Артем Ситник кілька разів не приходив до Нацполіції на виклик щодо цієї справи.
2019 року Ситника було включено до Реєстру корупціонерів через порушення встановлених законом обмежень щодо отримання подарунків. Правопорушення розглядалося Рівненським апеляційним судом, що визнав Ситника винним. Йому присуджено штраф у розмірі 200 неоподатковуваних мінімумів доходів (3400 грн) та конфіскацію подарунків.
Ситник заявив, що вважає таке рішення черговою спробою тиску на нього, та подав скаргу до Європейського суду з прав людини. ЄСПЛ визнав цю заяву прийнятною і розпочав розгляд в 2020 році.
22 листопада 2018 року Спеціалізована антикорупційна прокуратура зареєструвала кримінальне провадження за фактом декларування директором НАБУ Ситником начебто недостовірної інформації щодо земельної ділянки в Криму та доручила розслідування органам поліції. В лютому 2020 року медіа оприлюднили дані, згідно з якими Ситник начебто не задекларував 1 млн російських рублів, отриманих від продажу нерухомості в тимчасово окупованому РФ Криму — ділянку в садовому товаристві «Міраж» в Нахімовському районі Севастополя, що його дружина оформила на себе, а її знайома продала його за довіреністю. Водночас Ситник стверджує, що він та його родина нічого не знають про продаж ділянки в окупованому Криму, відповідно коштів за продаж не отримували. Ситник щорічно декларує цю ділянку.

## Громадянська позиція
У червні 2018 року приєднався до акції на підтримку ув'язненого у Росії українського режисера Сенцова.

## Родина та особисте життя
Дружина — Ганна Ситник, має двох дітей.